# Zeus (Trojaans paard)
Zeus, ZeuS of Zbot is computer-malware die onder de categorie Trojaans paard (Trojan horse) valt. De trojan is gericht op computers die het Microsoft Windows-besturingssysteem gebruiken. Het is in staat om meerdere illegale taken uit te voeren en wordt meestal gebruikt om bankinformatie te stelen door middel van man-in-the-browser, keyloggers en form grabbing. Zeus wordt ook gebruikt om CryptoLocker-ransomware te installeren. Zeus wordt voornamelijk verspreid door drive-by-downloads en phishing. Het is voor het eerst geïdentificeerd in juli 2007 wanneer het gebruikt werd om informatie te stelen van het United States Department of Transportation. In juni 2009 ontdekte het beveiligingsbedrijf Prevx dat Zeus ondertussen meer dan 74.000 FTP-accounts op verschillende websites gecompromitteerd had.

## Specifieke informatie
Hackers die Zeus gebruiken, kunnen het programma aanwenden om specifieke informatie te stelen waarin ze geïnteresseerd zijn. Meestal is dit inloginformatie voor sociaalnetwerksites, e-mailaccounts of online bankieren.

## Detectie en verwijdering
Zeus is zeer moeilijk te detecteren, zelfs met up-to-date antivirussoftware. Het programma houdt zich met speciale technieken verborgen, waardoor het onopgemerkt blijft. Om deze reden wordt Zeus-malware gezien als het grootste botnet op internet. In de Verenigde Staten alleen al zouden ongeveer 3,6 miljoen computers geïnfecteerd zijn met het programma. Een mogelijkheid om een infectie met Zeus te vermijden, is het gebruiken van een computersysteem waarop men enkel kan lezen. Op deze manier kan men enkel bestanden openen (= lezen), maar kan men geen bestanden aanpassen of nieuwe bestanden downloaden (= schrijven).

## FBI-vervolging

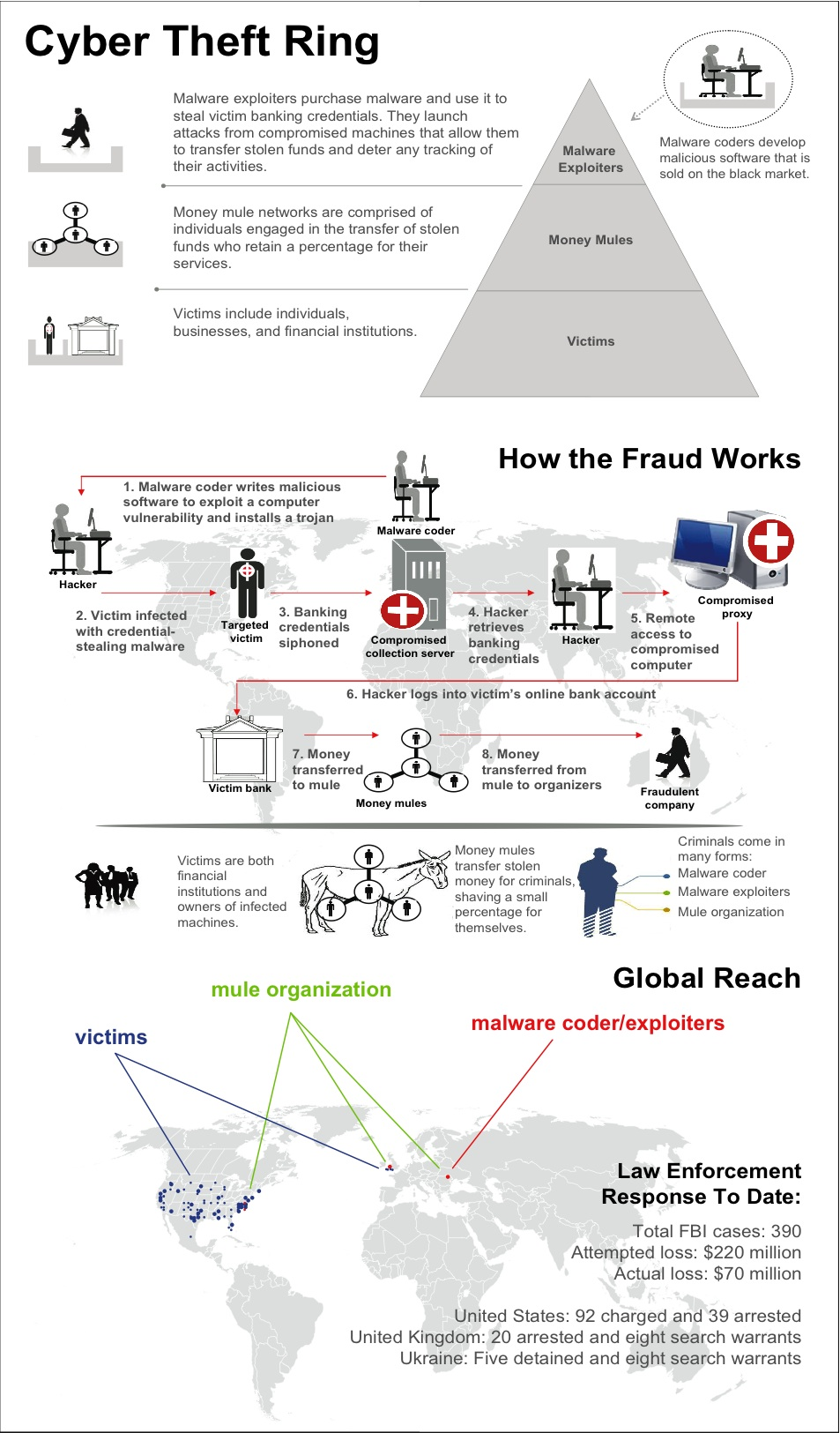
FBI Zeus oplichting

In oktober 2010 kondigde de FBI van de VS aan dat hackers in Oost-Europa erin geslaagd waren om computers over de hele wereld te besmetten met Zeus. Het virus werd verspreid door middel van een e-mail. Wanneer ontvangers de e-mail openden, installeerde Zeus zich automatisch op deze computers. Zo konden de hackers in het geheim wachtwoorden, accountnummers en andere informatie gebruikt om online te bankieren, buitmaken.
De hackers gebruikten deze informatie om bankrekeningen over te nemen en hiermee overschrijvingen te doen naar andere rekeningen. Vaak werd gebruikgemaakt van tussenpersonen aan wie de hackers geld overschreven. Deze tussenpersonen stortten dan het geld naar een andere rekening van de hackers en werden hiervoor financieel vergoed. Meer dan honderd personen werden gearresteerd en aangeklaagd op basis van samenzwering om bankfraude en witwasserij te plegen. De groepering heeft in totaal meer dan 70 miljoen dollar gestolen.
In 2013 werd Hamza Bendelladj, online ook gekend als Bx1, gearresteerd en uitgeleverd aan de VS. Rapporten stelden dat hij het brein achter Zeus was. Hij werd verdacht van het besturen van SpyEye en Zeus-botnets. Hij werd aangeklaagd voor verschillende gevallen van aftappingsfraude, computerfraude en computermisbruik. Rechtbankdocumenten tonen aan dat vanaf 2009 tot 2011 Bendelladj verschillende versies van het SpyEyevirus ontwikkeld, gepromoot en verkocht heeft.

## Mogelijk pensioen van de ontwikkelaar
Eind 2010 stelden een aantal fabrikanten van veiligheidssoftware, waaronder McAfee en Internet Identity, dat de ontwikkelaar van Zeus beweerde een eind te maken aan zijn activiteiten. Hierbij zou de broncode worden doorverkocht aan de rechtstreekse concurrent, namelijk SpyEye. De producenten van veiligheidssoftware denken daar echter anders over. Volgens hen is dit oplichterij en zal Hamza Bendelladj ooit terugkomen met nieuwe malware.